# Bojong Wetan (Jamblang)
Bojong Wetan is een bestuurslaag in het regentschap Cirebon van de provincie West-Java, Indonesië. Bojong Wetan telt 3764 inwoners (volkstelling 2010).